# Acronicta caliginosa
Acronicta caliginosa là một loài bướm đêm trong họ Noctuidae.